# Такеши Оно
Такеши Оно (јап. 大野 毅; 22. новембар 1944) бивши је јапански фудбалер.

## Каријера
Током каријере је играо за Тојо.

## Репрезентација
За репрезентацију Јапана дебитовао је 1965. године. За тај тим је одиграо 3 утакмице.

## Статистика
| Јапан  | Јапан   | Јапан  |
| Година | Наступи | Голови |
| ------ | ------- | ------ |
| 1965.  | 1       | 0      |
| 1966.  | 0       | 0      |
| 1967.  | 0       | 0      |
| 1968.  | 0       | 0      |
| 1969.  | 0       | 0      |
| 1970.  | 0       | 0      |
| 1971.  | 2       | 0      |
| Укупно | 3       | 0      |